# Geórgicas
Geórgicas são um conjunto de quatro livros escritos por Virgílio. 
Tal como Hesíodo, Vírgílio procura colectar de várias fontes da sociedade conhecimentos do mundo rural numa perspectiva bucólica. Dedicado aos seus dois patrocinadores, Mecenas e Otávio Augusto, compõe-se de 4 livros, cada um com cerca de 500 versos.

## 1º Livro
- 1-42 Dedicatória a Mecenas e referência aos temas que serão desenvolvidos no livro
- 43-203 A vida no campo e como ela está ligada ao trabalho deste
- 204-305 A mudança da paisagem pelas estações
- 351-463 Análise meteorológica através de indícios na natureza e no céu
- 463-514 Aberrações que ocorreram na Natureza pela morte de César

## 2º Livro
- 1-109 Do cultivo das árvores e de como nisto se pode ver o engenho de Mecenas e Baco
- 109-258 Diferentes condições de solo e culturas que neles medram mais sãmente. Elogio a Roma e exortação da Primavera
- 346-457 Desenvolvimento e cuidados com as culturas

## 3º Livro
- 1-38 Homenagem à Pátria do Autor, a Augustos e Mecenas
- 49-283 A forma como o instinto sexual a tudo domina e a tudo mete na sua ordem natural e como disto é exemplo a criação de gado.
- 284-566 Da particularidade da criação de ovelhas de acordo com a época do ano e das doenças e predadores que colocam o rebanho em perigo

## 4º Livro

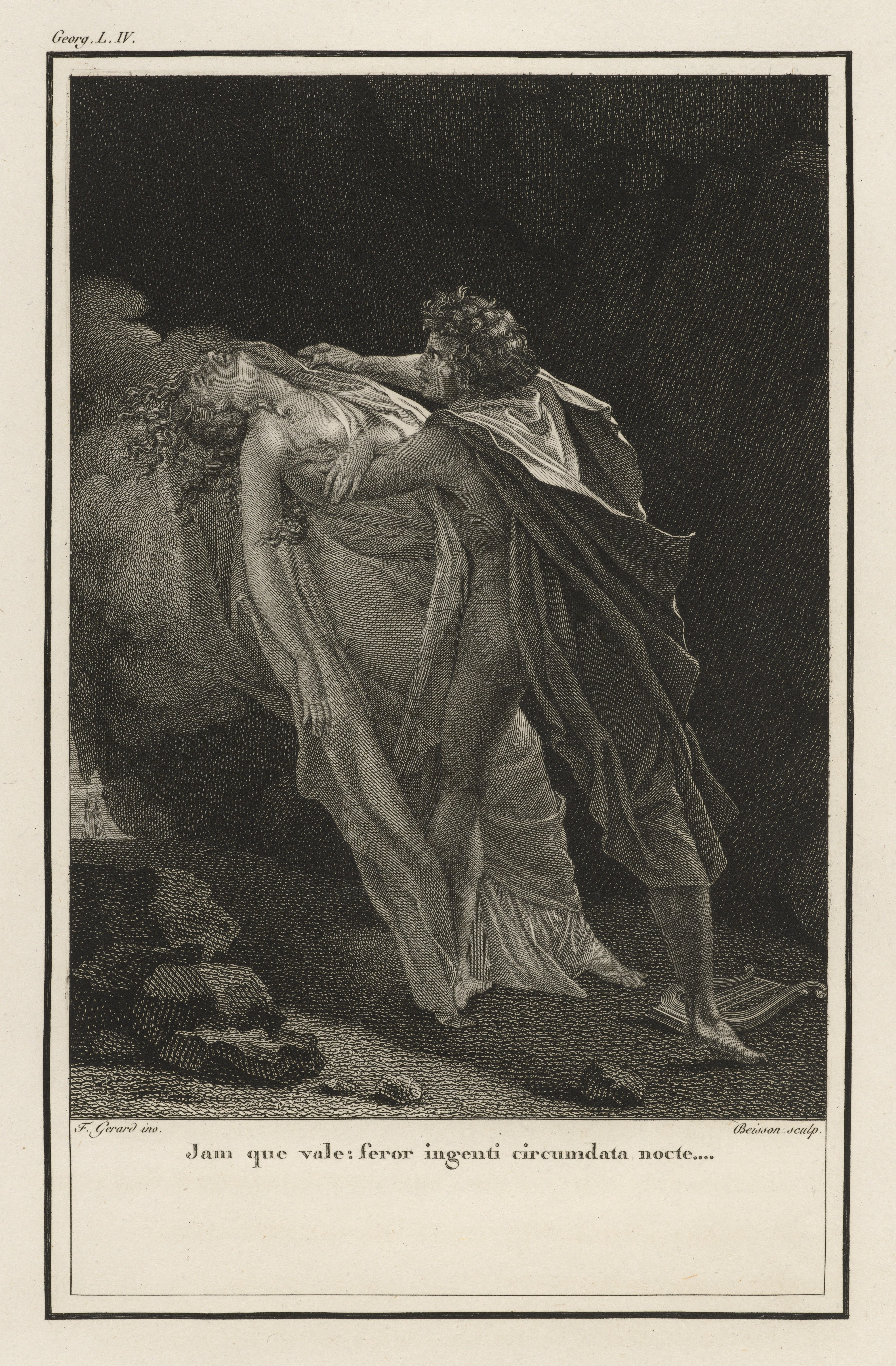
1798 illustration

- 1-280 Apicultura e como a estrutura social das abelhas pode ser constatado nos Homens em termos de Sociedade Romana. Ou seja, tanto em paz como em tempo de guerra a fidelidade ao Rei (não havia a noção de género nas abelhas ainda) estava acima de tudo (naquilo que podemos considerar uma das mensagens políticas da obra. É uma defesa das teorias do novo Imperador, que encontram esteio nos ideais agrícolas romanos, fazendo esta apologia na medida em que procurava desmilitarizar a sociedade romana e equilibrar a economia, que apresentava déficits elevadíssimos em termos de trocas comerciais com impérios estrangeiros.
- 281-558 O ciclo de vida nas colmeias desemboca no Epílogo de Aristeo, no qual somos elucidados do final do mito de Orfeo
- 559-566 Referências a Augustos, votos pessoais